# Михайличенко Сергій Вікторович
Сергій Вікторович Михайличе́нко (нар. 30 липня 1970, Чирчик) — український художник; член Національної спілки художників України з 2013 року.

## Біографія
Народився 30 липня 1970 року в місті Чирчику (нині Ташкентська область, Узбекистан). Син художників Віктора та Галини Михайличенків. 1990 року закінчив театрально-декораційне відділення Ташкентського художнього училища імені Павла Бенькова, був учнем Георгія Бріма, М. Дімова.
У 1992—1993 роках працював художником-постановником Сурхандар'їнського музично-драматичного театру імені Маннона Уйгура у Термезі; протягом 1993—2004 років — Сумського театру драми та музичної комедії імені Михайла Щепкіна.

## Творчість
Працює у галузі сценографії та станкового живопису (у реалістичному стилі пише тематичні картини, натюрморти). 
Оформив вистави
- «Едіт Піаф» Сергія Кузика (1994);
- «Весілля в стилі ретро» Олександра Галіна (1996);
- «Калігула» Альбера Камю (1996);
- «За двома зайцями» Михайла Старицького (2004).

Живопис
- «День народження» (2010);
- «Натюрморт із ромашками» (2010);
- «Натюрморт із кавуном» (2010);
- «Натюрморт із самоваром» (2010);
- «Грибне літо» (2010);
- «Натюрморт із черешнею» (2010);
- «Ранкові троянди» (2010);
- «Гранатовий сік» (2010);
- «Бузок у кошику» (2011);
- «Бузок на столі» (2011);
- «До пасовища» (2014);
- «Дід Степан» (2015);
- «Гуси на Сеймі» (2015);
- «Пасхальний натюрморт» (2015);
- «Тарзанка» (2015);
- «Троянди» (2015);
- «Квіти бульденежа» (2016).

Бере участь в обласних та всеукраїнських мистецьких виставках з кінця 1990-х років. Персональні виставки відбулися у Сумах у 2011, 2015 роках, Києві у 2012, 2015 роках, Санкт-Петербурзі у 2013 році.
Роботи художника зберігаються у Сумському художньому музеї, Музеї історії міста Києва, у галереях та приватних збірках України, Росії, Італії, Англії, Японії, Німеччини, Австралії та США.